# Apanteles cacoeciae
Apanteles cacoeciae är en stekelart som beskrevs av Riley 1881. Apanteles cacoeciae ingår i släktet Apanteles och familjen bracksteklar. Inga underarter finns listade i Catalogue of Life.